# Noodling

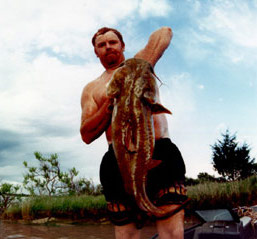
Poisson attrapé par la technique du noodling

Le noodling (anglicisme) est une technique de pêche à mains nues des poissons-chats et silures. Pratiquée dans le Sud des États-Unis, cette technique consiste à placer sa main ou son bras dans un trou d'eau où se trouve un poisson et d'attendre que la main soit avalée par lui.